# Litworowy Grzbiet

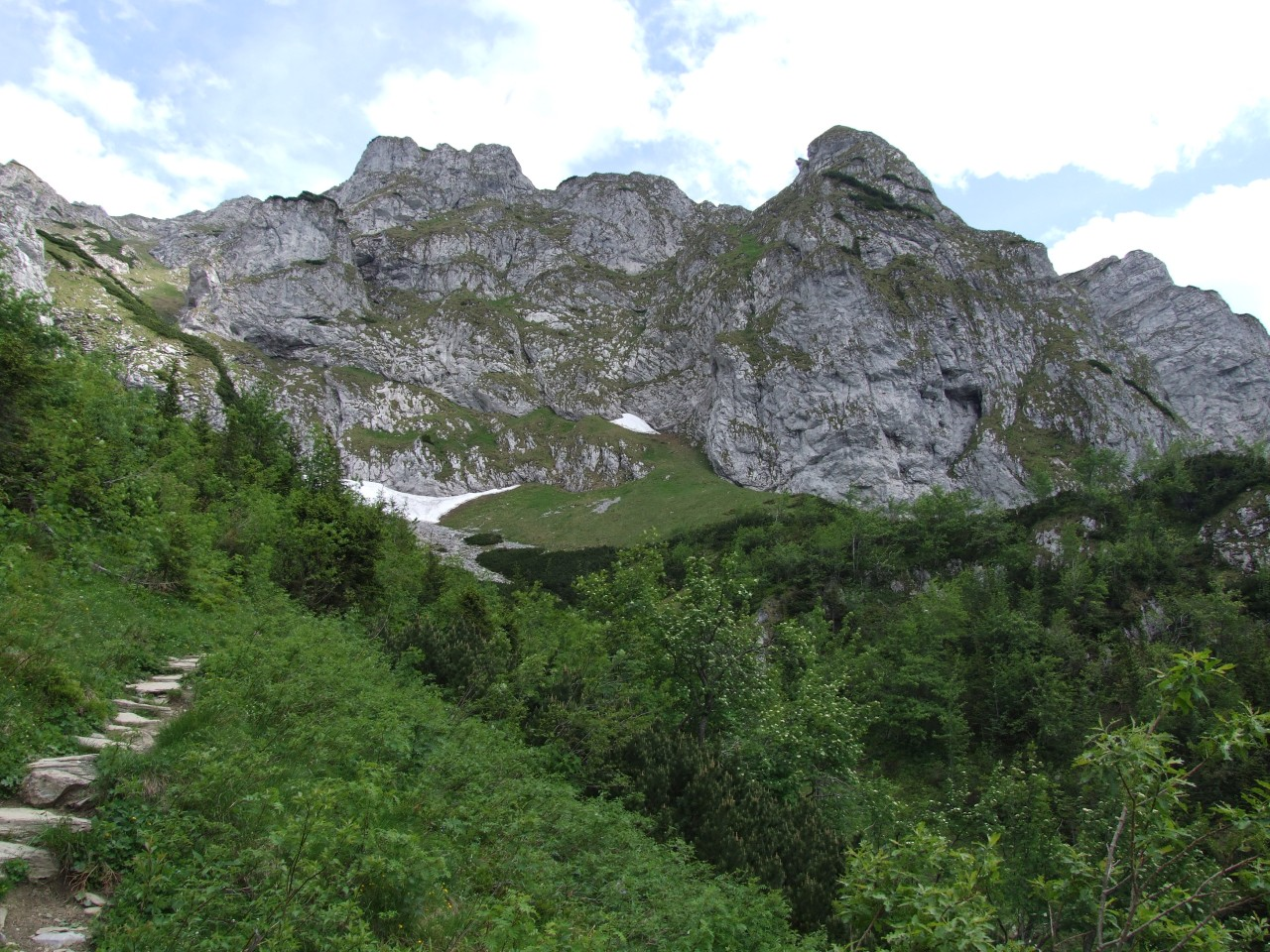
Litworowy Grzbiet, widok od północnej strony ze szlaku turystycznego

Litworowy Grzbiet lub Ratuszowy Grzbiet (około 1870–1670 m n.p.m.) – zbudowane z wapiennych skał boczne odgałęzienie Czerwonego Grzbietu wyrastające z dolnej jego części w zachodnim kierunku. Na niektórych mapach bywa nieprawidłowo nazywany Ratuszem Litworowym. Jest to głównie skalisty grzbiet oddzielający Kobylarzowy Żleb od Doliny Litworowej. Do Kobylarzowego Żlebu opada poszarpanym stokiem, a w dolnej części stromą ścianą. Od zachodniej strony zakończony jest urwiskiem Ratusza Litworowego. Tuż po wschodniej stronie Ratusza Litworowego jest łatwy do przejścia Litworowy Przechód łączący Kobylarzowy Żleb z Doliną Litworową.
W Litworowym Grzbiecie znajduje się kilkanaście jaskiń, m.in. Jaskinia Harda, Jaskinia pod Wantą, Jaskinia za Płytą, Szczelina za Ratuszem, Znana Studnia, Jaskinia za Ratuszem Szeroka, Jaskinia za Ratuszem Owalna, Jaskinia za Ratuszem Zimna, Jaskinia za Ratuszem Śnieżna.
Wzdłuż jego północnych podnóży prowadzi niebieski szlak turystyczny z Przysłopu Miętusiego przez Kobylarzowy Żleb i Czerwony Grzbiet na Małołączniaka.